# 小行星4550
小行星4550（英語：4550 Royclarke）是一颗围绕太阳公转的小行星。1977年4月24日，舒爾特·巴斯在帕洛马山发现了此天体。
这颗小行星的绝对星等为311.527253050476等。